# Театр "Фрагмент"
Народний аматорський театр малих форм «Фрагмент» —
державний заклад культури, діяльність якого спрямована на створення, публічне виконання та показ творів театрального мистецтва. Розміщується у КБУ «Будинок культури мікрорайону "Роша" м. Чернівці».
Заснований у 1974 році тодішнім директором будинку культури Григорієм Сорочаном. З 2019 року керівницею та режисеркою театру є Анна Проданюк. При театрі діє студія для дітей віком від 8 до 15 років.

## Репертуар театру
- «Лист незнайомки» (2017)  [1]

«Лист незнайомки» - триптих у трьох картинах за новелою Стефана Цвейга. Прем‘єра вистави відбулася 2 листопада 2017р.
Режисерка-постановниця, керівниця театру в 2017р. - Анастасія Венців.
- «Зіля-королевич» (2021)

«Зіля-королевич» — етюд на одну дію за однойменною п'єсою  Степана Васильченка. Прем'єра вистава відбулася 9 липня 2021 р.
Режисерка-постановниця, музичне оформлення — Анна Продаюк.
Ролі виконували: 
Зіля — Ромко Гуцан, Артур Ядернюк; Тетяна — Євгенія Сіроус, Таїсія Косован, Анна Григоряк; Катря — Анна Григоряк, Марія Жарова; Дітлахи — Станіслав Головко, Марія Жарова, Тетяна Жарова, Антоніна Акішева, Яна Дятченко;
Вистава стала лавреаткою та посіла друге місце в обласному конкурсі «Буковинська театральна весна» у 2021р. Також колектив театру взяв участь у театральних батлах 24 серпня 2021р. з виставою «Зіля-королевич».
- «Напади таланту» (2021)

Режисерка-постановниця, пластичне та музичне рішення — Анна Проданюк;
Ролі виконували: 
Божевілля - Євгенія Сіроус; Неля - Анастасія Пожидаєва (Топольницька), Христина Рябко; Ольга - Анна Григоряк; Мати - Марія Янко, Анна Проданюк;
- «Зоряна мандрівка» (2021)

У виставі беруть участь вихованці дитячої студії при театрі.
- «Буковинська Меланія» (2022)

Народна драма стоворена спільно з пісенними колективами БК "Роша" та БК "Ленківці" й була показана 14 січня на Соборній площі.
- «Вільна була, є і буде» (2022)

«Вільна була, є і буде» - поетична вистава за віршами сучасних українських поетів та поеток, прем‘єра якої відбула 11 вересня 2022р. в Будинку естетики та дозвілля м.Чернівці.
Режисерка-постановниця, пластичне та музичне рішення — Анна Проданюк;
У виставі зіграли: Роман (Ромко) Гуцан, Христина Рябко, Анастасія Дорофтей (Топольницька), Анна Проданюк, Марія Жарова, Анастасія Філіпчук, Тетяна Жарова, Артур Ядернюк та Антоніна Акішева.
Окрім повновцінних вистав, у репертуарі театру є безліч сатиричних сценок, літературно-музичних композицій, етюдів, театралізацій байок тощо.

## Колектив театру
- Акторський склад:

Анна Григоряк, Анна Проданюк, Роман Гуцан, Анастасія Топольницьк, Христина Рябко, Катерина Васильченко, Таїсія Косован, Артур Ядернюк, Марія Жарова, Дарія Кирилова, Анастасія Філіпчук;
Євгенія Сіроус (2021-2022), Наталя Сливка (у 2021), Марія Янко (у 2021) Дмитро Великголова (у 2021);
1. ↑  Архівована копія. Архів оригіналу за 20 грудня 2022. Процитовано 20 грудня 2022.{{cite web}}:  Обслуговування CS1: Сторінки з текстом «archived copy» як значення параметру title (посилання) [Архівовано 2022-12-20 у Wayback Machine.]